# Ensemble Studios
Ensemble Studios – producent gier komputerowych. Siedziba Ensemble Studios znajdowała się w Dallas w Teksasie. Ensemble Studios wyprodukowało serię strategicznych gier czasu rzeczywistego Age of Empires. Studio zostało zamknięte w 2009 roku, a większość pracowników przeszła do Robot Entertainment.

## Gry
- Age of Empires
- Age of Empires: The Rise of Rome
- Age of Empires II: The Age of Kings
- Age of Empires II: The Conquerors
- Age of Mythology
- Age of Mythology: The Titans
- Age of Empires III
- Age of Empires III: The WarChiefs
- Age of Empires III: The Asian Dynasties
- Halo Wars